# Saint-Quentin, Aisne
Saint-Quentin là một xã ở tỉnh Aisne, vùng Hauts-de-France thuộc miền bắc nước Pháp.

## Thị trưởng
Thị trưởng của Saint-Quentin là Pierre André, thành viên của đảng Liên minh hành động vì nhân dân của ông Nicolas Sarkozy.
| Từ           | Đên           | Tên                | Đảng     |
| ------------ | ------------- | ------------------ | -------- |
| tháng 3 1995 | chưa kết thúc | Pierre André       | Bảo thủ  |
| 1989         | 1995          | Daniel Le Meur     | Cộng sản |
| 1983         | 1989          | Jacques Braconnier | Bảo thủ  |
| 1977         | 1983          | Daniel Le Meur     | Cộng sản |
| 1966         | 1977          | Jacques Braconnier | Cộng sản |

## Những người nổi tiếng
- Dudo of Saint-Quentin (sinh khoảng 965), sử gia
- Charles de Bouelles (1479-1567), nhà triết gia, toán học và ngôn ngữ học
- Maurice Quentin de La Tour (1704-1788), họa sĩ
- Jean Louis Marie Poiret (1755-1834), nhà thám hiểm và nhà thực vật học
- François-Noël Babeuf (1760-1797), còn gọi là Gracchus Babeuf, nhà chính trị và nhà báo trong thời kỳ cách mạng Pháp
- Charles Rogier (1800–1885), chính khách Bỉ
- Amédée Ozenfant (1886-1966), họa sĩ lập thể
- Jean-Marie Lefèvre (sinh 1953), nhà thơ
- Xavier Bertrand (sinh 1965), nhà chính trị
- William Cliff, nhà phát minh trong ngành dệt

## Thành phố kết nghĩa
- Kaiserslautern, Đức
- Rotherham, Anh
- San Lorenzo de El Escorial, Tây Ban Nha

## Hình ảnh

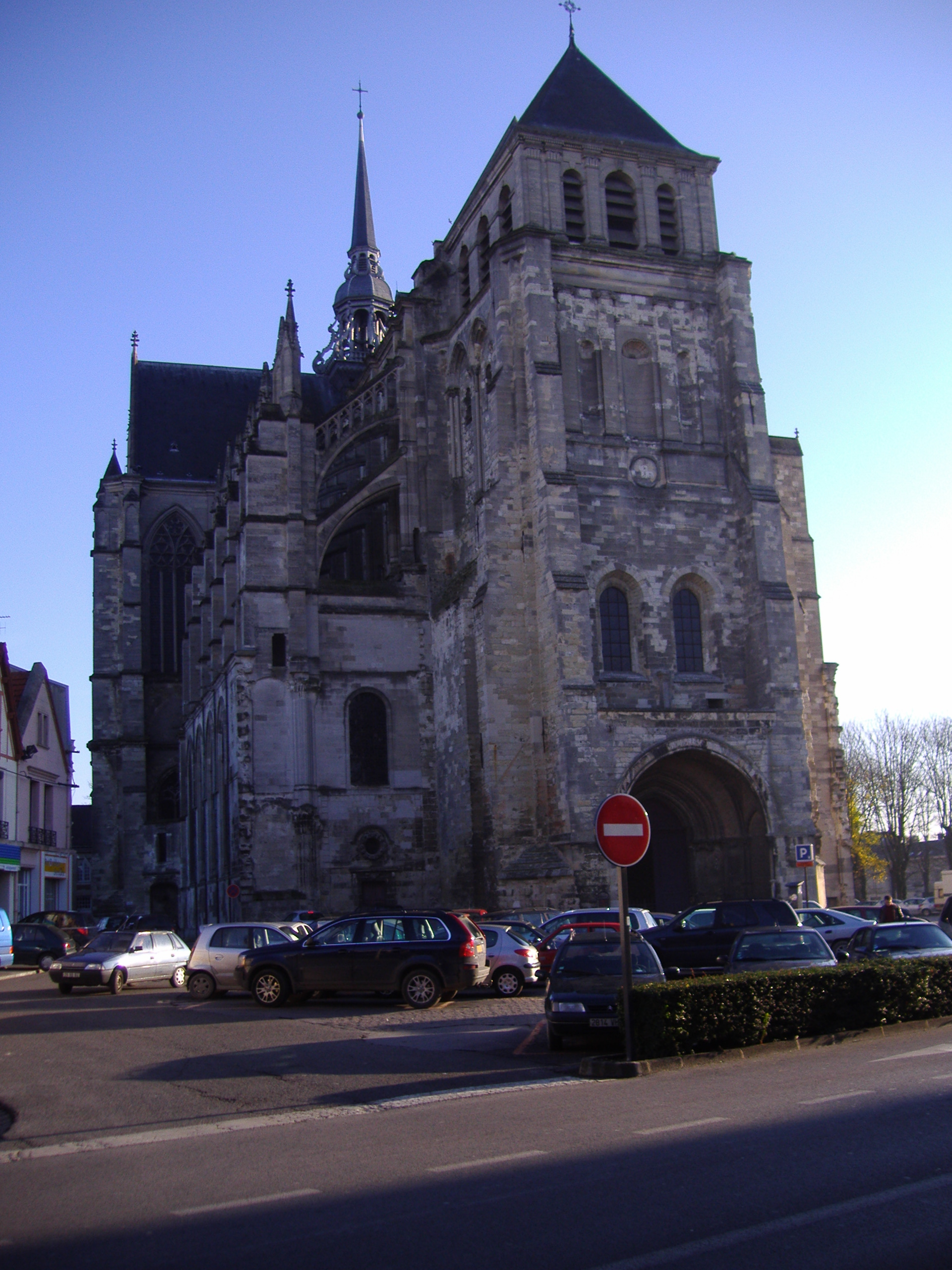
The Basilica
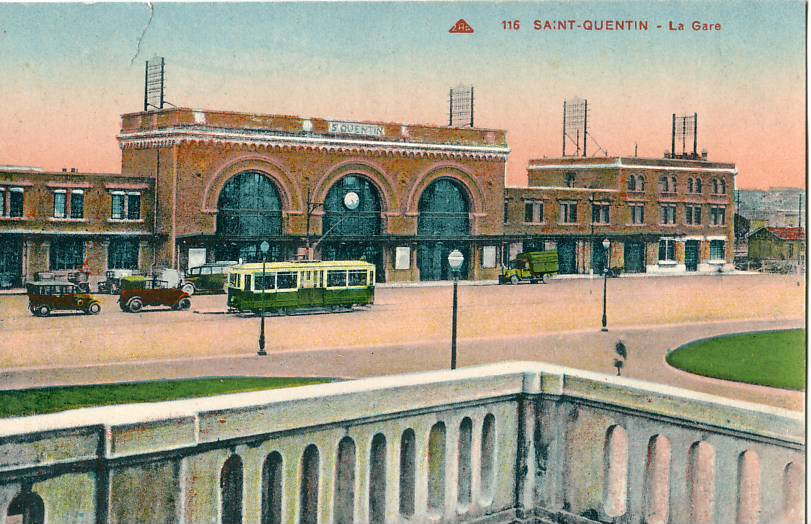
The Railway Station